# 陶斯縣
陶斯縣（英語：Taos County）是位於美国新墨西哥州北部的一個縣，北鄰科羅拉多州，面積5,710平方公里。根據2020年美國人口普查，共有人口34,489人。縣治陶斯（Taos）。該縣成立於1852年1月9日，縣名來自縣治（提瓦語「紅色柳樹」之意）。
陶斯縣是早期西班牙人殖民點之一，它的建築風格獨特，是美國土著者的遺留小鎮，現在仍保留着土著人的風俗傳統。它的建築群落是美國西南部最古老、最優美，保存最完好的印第安建築之一。在1992年聯合國教科文組織將陶斯鎮作爲文化遺産，列入《世界遺産名錄》。
當地時間2022年5月11日，美國新墨西哥州爆發的山火受到強風影響，火勢增強，已經威脅到印第安村落“陶斯”。
該州最高點惠勒峰（Wheeler Peak，海拔4,012公尺）位於本縣。